# 御厨村 (愛知県)
御厨村（みくりやむら）は、愛知県愛知郡にあった村。現在の名古屋市中川区・中村区の一部にあたる。

## 地理
庄内川の下流左岸に位置していた。

## 歴史

### 村名の由来
中世に当地が伊勢神宮の御厨（一楊御厨）の一部であったことによる。

### 行政区画の変遷
- 1889年（明治22年）10月1日、町村制の施行により、愛知郡中郷村、横井村、野田村、打出村が合併して村制施行し、御厨村が発足[1][2]。旧村名を継承した中郷、横井、野田、打出の4大字を編成[2]。
- 1901年（明治34年）愛知郡一柳村大字中須・大蟷螂を編入[1][2]。6大字となる[2]。
- 1906年（明治39年）5月10日、愛知郡荒子村、一柳村と合併し、荒子村が存続して廃止された[1][2]。合併後、荒子村大字中郷・横井・野田・打出・中須・大蟷螂となる[2]。

## 産業
- 農業[3]